# RuneScape
RuneScape, tên gọi khác là RuneScape 3, là trò chơi nhập vai trực tuyến nhiều người chơi (MMORPG) được phát triển bởi Jagex, phát hành lần đầu vào ngày 4 tháng 1 năm 2001. RuneScape ban đầu là một webgame sử dụng ngôn ngữ Java, nhưng đã được thay thế gần như hoàn toàn bởi phiên bản client độc lập được lập trình bằng ngôn ngữ C++ từ năm 2016. Với hơn 200 triệu tài khoản được tạo tính đến năm 2012, RuneScape được Sách Kỷ lục Guinness công nhận là trò chơi MMORPG miễn phí lớn nhất và được cập nhật nhất thế giới.
Phiên bản beta đầu tiên của RuneScape được phát hàng vào tháng 1 năm 2001, trong khi Jagex với tư cách là đơn vị giữ bản quyền trò chơi được thành lập vào tháng 12 cùng năm. Sau khi game engine được viết lại và phát hành dưới tên gọi RuneScape 2, phiên bản nguyên thủy của trò chơi được đổi tên thành RuneScape Classic. Phiên bản thứ 3 và hiện tại của trò chơi, RuneScape 3, được phát hành vào tháng 7 năm 2013. Old School RuneScape, phiên bản độc lập tái hiện trò chơi RuneScape ở giai đoạn năm 2007, được phát hành vào tháng 2 năm 2013, chạy song song với phiên bản hiện tại. Năm 2018, Jagex công bố phát hành ứng dụng di động cho cả RuneScape 3 và Old School RuneScape trên thiết bị Android và iOS.

## Sơ lược
Runescape có thể được sánh ngang với những game thuộc thể loại MMORPG khác như Guild Wars hay Everquest. Trong Runescape, người chơi không có khái niệm "phá băng" hay "về nước", nhưng người chơi được tham gia vào vô số các hoạt động khác như Castle Wars, và rất nhiều mini games khác trong Runecsape như cờ vua,carô,.... Người chơi có thể chat, trao đổi, giúp đỡ nhau hoàn thành các nhiệm vụ (trong Runescape có một số nhiệm vụ bắt buộc phải có từ 2 người trở lên tham gia mới có thể hoàn thành). Các kĩ năng trong game rất đa dạng, từ câu cá, đốn cây, đào vàng đến ma thuật.
Trong giờ cao điểm, Runescape có hơn 100.000 người chơi trên hơn 120 server. Hiện tại, số người chơi Runescape thường xuyên vào khoảng 197.000 người. Mỗi server của Runescape có thể chứa được 2.000 người chơi một lúc, vì thế với số lượng server của mình, Runescape có thể đáp ứng khoảng 246.000 người cho8i một lúc. Các server này được đặt ở nhiều nơi: Mỹ, Anh, Canada, Hà Lan, Úc và Thụy Điển,....vì thế làm cho Runescape trở thành game online viết bằng Java phổ biến nhất hiện nay. Runescape được cập nhật thường xuyên với các bản đồ, nhiệm vụ cũng như kĩ năng mới.